# Grub am Forst
Grub am Forst è un comune tedesco di 3 107 abitanti, situato nel land della Baviera.